# Brandon Bernard
Brandon Anthony Micah Bernard (San Antonio, Texas, 3 de julio de 1980 - USP Terre Haute, Terre Haute, Indiana, 10 de diciembre de 2020) fue un delincuente estadounidense condenado por el robo, secuestro y asesinato del matrimonio de pastores evangélicos, Todd y Stacie Bagley en 1999. Condenado a muerte por dichos asesinatos, permaneció en el corredor de la muerte hasta su ejecución en diciembre de 2020. La ejecución de Bernard generó controversia, y en el tiempo previo a su ejecución, políticos prominentes, figuras públicas y cinco jurados sobrevivientes que lo condenaron abogaron por la conmutación de su sentencia.

## Biografía
Brandon Anthony Micah Bernard nació el 3 de julio de 1980. Hijo de Thelma Louise (Johnson), enfermera del Ejército y de Kenneth Richmond Bernard de San Antonio, (Texas). Brandon tuvo dos hermanos menores. La familia se instaló en Fairbanks (Alaska) -donde vivió entre 1982 y noviembre de 1984-, acompañando a su madre que había sido destinada a Alaska. Posteriormente se trasladaron a Killeen (Texas), donde Brandon pasó la mayor parte de su infancia. De niño, Bernard sufríó de asma. En 1986, Bernard asistió a la escuela en la Academia Adventista del Séptimo Día. La familia pasó el verano de 1987 en Colorado para la formación médica de su madre. En septiembre de 1992, el padre de Bernard, tras haber ingerido sustancias tóxicas, roció a su madre en la cara con gas lacrimógeno. La pareja se divorció en 1993.
En su adolescencia, comenzó a cometer diversos delitos. Concretamente en 1994, el primo de Bernard, Melsimeon Pollock, se unió a su familia. Pollock y Bernard comenzaron a robar casas a principios de 1995. El comportamiento rebelde y criminal de Bernard se fue desarrollando gracias a diversos factoresː enfados y riñas entre los hogares de sus progenitores, diversas expulsiones de centros educativos, y cinco meses en un centro de detención juvenil en Brownwood, Texas en 1995. 
Bernard se unió a la pandilla organizada de su barrio conocida como "212 Piru Bloods". En 1996, Bernard buscó infructuosamente empleo. Al año siguiente completó su General Educational Development Test (GED) y se matriculó como estudiante de último año en Killeen High School en el curso escolar 1997-1998. Allí, asistió regularmente a las clases y consiguió buenas calificaciones. En el verano de 1998, Bernard realizó las pruebas de acceso al ejército de los Estados Unidos, pero fue rechazado por sus antecedentes policiales, al haber sido procesado por el sistema de justicia penal juvenil.

## Asesinato de Todd y Stacie Bagley

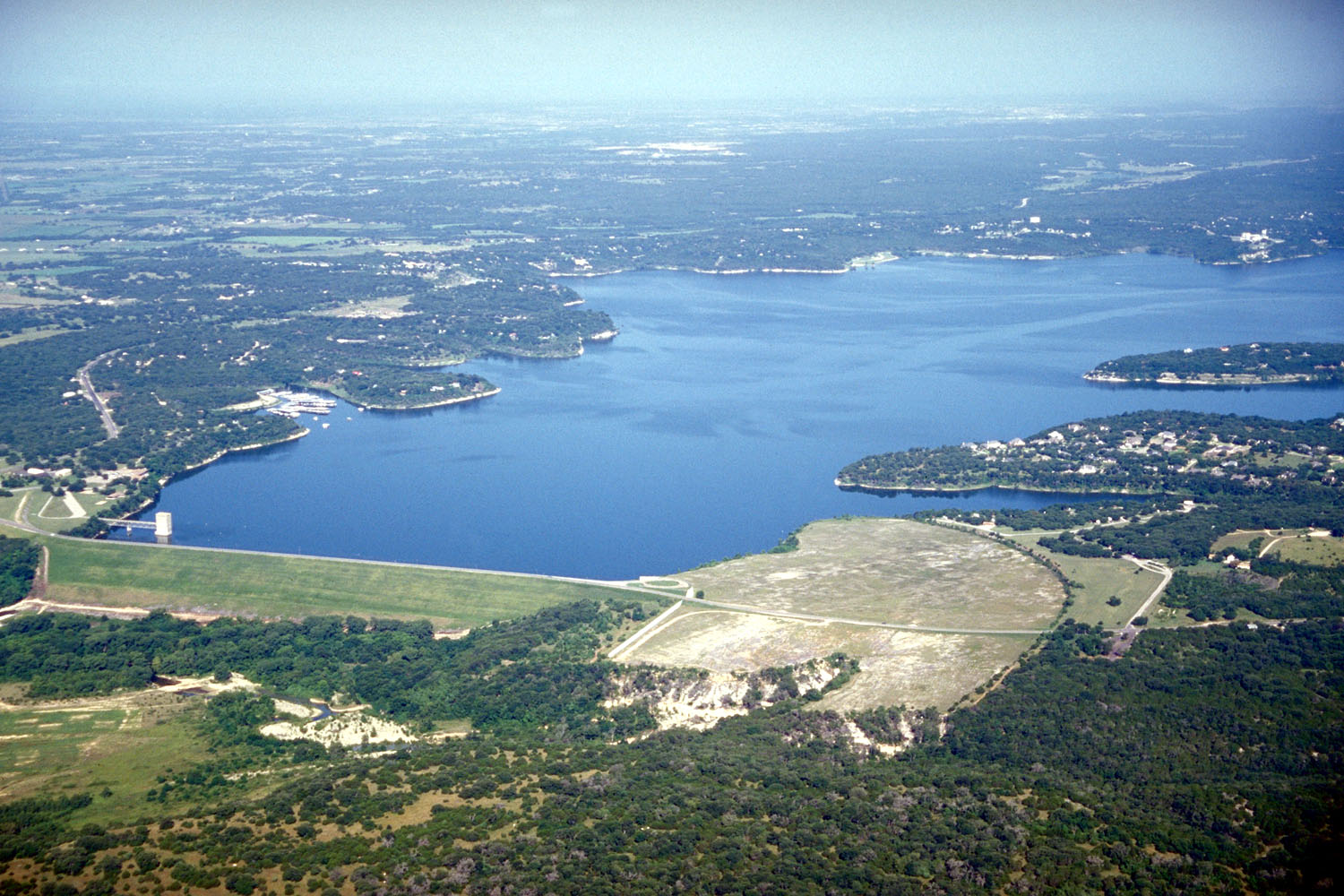
Área recreativa del lago Belton donde ocurrieron los asesinatos.

En la tarde del 21 de junio de 1999, Brandon Bernard, de 18; Christopher Andre Vialva, de 19; Terry Terrell Brown, de 15; Christopher Michael Lewis, de 15; y Tony Sparks, de 16 años, se acercaron a Todd y Stacie Bagley, dos jóvenes pastores evangélicos, y les pidieron si podrían llevarlos hasta una gasolinera en su vehículo, con la intención de robarles. Una vez que los Bagley accedieron a llevarlos, Vialva obligó a la pareja a punta de pistola, a entrar en el maletero del coche. Durante las horas que ambos permanecieron en el maletero, los Bagley trataron de convencer a sus secuestradores, a través de una abertura en el asiento trasero, de que aceptaran a Jesús en sus corazones y les perdonaran la vida. Los jóvenes delincuentes robaron a los Bagley, usando su tarjeta de crédito para retirar dinero en el cajero automático, además de sustraerles dinero en efectivo, joyas y tratar de empeñar el anillo de bodas de Stacie. Poco después, los adolescentes se retiraron a un lado de la carretera en el área de recreación del lago Belton. Christopher Andre Vialva disparó a ambos en la cabeza antes de que Bernard prendiera fuego al automóvil con los cuerpos en su interior.
Todd Alan Bagley nació el 28 de abril de 1973 en Ottumwa, Iowa. Había servido en el ejército y había estado estacionado en Fort Hood. Fue director asistente de salud en el Club Atlético Bos Landen. Se desempeñó como ministro de la juventud en la Iglesia Familia Jubileo en Oskaloosa y tenía 26 años cuando fue asesinado. Fue enterrado en Ottumwa.
Stacie Lynn Woodard Bagley nació el 1 de abril de 1971 en Fort Campbell North, Kentucky. Junto con su esposo sirvió como ministra de la juventud en la Iglesia Familia Jubileo en Oskaloosa. Se casó con Todd en enero de 1996 y tenía 28 años cuando fue asesinada. Fue enterrada en Dyersburg, Tennessee.

### Sentencias
Vialva fue ejecutado el 24 de septiembre de 2020 y Bernard fue ejecutado el 10 de diciembre de 2020. Los adolescentes restantes recibieron una variedad de condenas de prisión diferentes; algunos permanecen encarcelados. En el tiempo que condujo a la ejecución de Bernard, políticos prominentes, figuras públicas y cinco miembros del jurado sobrevivientes que lo condenaron abogaron por la conmutación de su sentencia.
Antes de llevarse a cabo la ejecución de Brandon, hubo cierta controversia sobre la causa por la que él había sido condenado a muerte. Su condena se achacó en parte a la condición de pato rengo del presidente Donald Trump. El equipo legal de Bernard presentó apelaciones basándose en la retención de información, por parte del fiscal, en relación con Bernard, que había sido considerado un miembro de la pandilla de bajo nivel, lo que hacía menos probable que fuera un futuro delincuente. La revelación de dicha información convenció a cinco de los nueve jurados vivos que votaron para condenar a Bernard a no ser ejecutado. Varios miembros del jurado abogaron por una conmutación de su sentencia. Además, tanto el reverendo Jesse Jackson como Kim Kardashian pidieron que se le perdonara la vida. Los abogados Alan Dershowitz y Ken Starr, que habían representado a Trump en el pasado, pidieron que la Corte Suprema retrase la ejecución durante dos semanas.

## Muerte
Con todo, Bernard fue ejecutado por medio de una inyección letal en la Penitenciaría de los Estados Unidos en Terre Haute, Indiana. Mientras se preparaba para la ejecución, Bernard señaló que estaba "arrepentido" por la pareja que asesinó, citando esas palabras como "las únicas palabras que puedo decir que capturan completamente cómo me siento ahora y cómo me sentí ese día." La sustancia química utilizada durante la inyección letal fue el pentobarbital. Bernard fue declarado muerto a las 9:27 p. m. EST del 10 de diciembre de 2020.
Poco después de la muerte de Bernard, tanto las Kardashian como el senador Bernie Sanders criticaron la decisión del gobierno de ejecutar a Bernard. Los familiares del matrimonio Bagley agradecieron al presidente Trump que hubiera llevado a cabo la sentencia de muerte en ambos casos de Bernard y Vialva.